# Portugalia na Letnich Igrzyskach Olimpijskich 1928
Portugalię na Letnich Igrzyskach Olimpijskich 1928 reprezentowało 31 zawodników (sami mężczyźni). Był to czwarty start reprezentacji Portugalii na letnich igrzyskach olimpijskich.

## Zdobyte medale
| Medal | Zawodnik                                                                                                   | Dyscyplina | Konkurencja               | Rezultat |
| ----- | --- | ---------- | ------------------------- | -------- |
| Brąz  | Paulo d’Eça Leal, Mário de Noronha, Jorge de Paiva, Frederico Paredes, João Sassetti, Henrique da Silveira | Szermierka | szpada drużynowo mężczyzn |          |

## Skład kadry

### Jeździectwo
Mężczyźni
- Luís Ferraz – skoki przez przeszkody indywidualnie – 15. miejsce,
- Hélder Martins – skoki przez przeszkody indywidualnie – 16. miejsce,
- José Mouzinho – skoki przez przeszkody indywidualnie – 19. miejsce,
- Hélder Martins, José Mouzinho, Luís Ferraz – skoki przez przeszkody drużynowo – 4. miejsce,

### Lekkoatletyka
Mężczyźni
- José de Lima

bieg na 100 m – odpadł w eliminacjach,
bieg na 200 m – odpadł w eliminacjach,
- José da Costa – bieg na 110 m przez płotki – odpadł w eliminacjach,
- Henrique Santos – bieg na 3000 m z przeszkodami – odpadł w eliminacjach,

### Pięciobój nowoczesny
Mężczyźni
- Sebastião Herédia – indywidualnie – 31. miejsce,

### Piłka nożna
Mężczyźni
- António Roquete, Armando da Silva Martins, Augusto Silva, Carlos Alves, César de Matos, João dos Santos, Jorge Vieira, José Manuel Martins, José Manuel Soares, Raúl Soares Figueiredo, Vítor Silva, Valdemar Mota da Fonseca – 5. miejsce,

### Podnoszenie ciężarów
Mężczyźni
- Sebastião Herédia – waga piórkowa (do 60 kg) – 12. miejsce,

### Szermierka
Mężczyźni
- Sebastião Herédia – floret indywidualnie – odpadł w eliminacjach,
- Frederico Paredes – szpada indywidualnie – odpadł w półfinale,
- Paulo d’Eça Leal – szpada indywidualnie – odpadł w ćwierćfinale,
- Henrique da Silveira – szpada indywidualnie – odpadł w ćwierćfinale,
- Paulo d’Eça Leal, Mário de Noronha, Jorge de Paiva, Frederico Paredes, João Sassetti, Henrique da Silveira – szpada drużynowo – 3. miejsce,

### Zapasy
Mężczyźni
- Benjamin Araújo – waga piórkowa (do 62 kg) – 9. miejsce,

### Żeglarstwo
Mężczyźni
- António de Herédia, Carlos Eduardo Bleck, Ernesto Mendonça, Frederico Burnay – klasa 6 metrów – 12. miejsce,